# Olivier Assayas
Olivier Assayas (París, 25 de enero de 1955) es un director de cine, guionista y crítico de cine francés.

## Biografía
Olivier Assayas nació en París (Francia) el 25 de enero de 1955. Era hijo del guionista y director de cine francés Raymond Assayas, alias Jacques Rémy (1911 –1981), y de su esposa. Su padre era judío de origen italiano y su madre era de origen húngaro y religión protestante. Assayas comenzó su carrera en la industria del cine ayudando a su padre. Escribía guiones para programas de televisión en los que su padre participaba cuando su salud se resintió. En una entrevista de 2010, Assayas afirmó que sus principales influencias políticas cuando crecía eran Guy Debord y George Orwell. Hablando del levantamiento de mayo de 1968 para derrocar al general de Gaulle, Assayas en la misma entrevista declaró: «Yo estaba marcado por la política de mayo del 68, pero para mí mayo del 68 fue un levantamiento antitotalitario. El teatro Odéon ocupado, habían cruzado banderas, negras y rojas, y yo estaba del lado del elemento negro.»
Se casó con la actriz de cine de Hong Kong Maggie Cheung en 1998 y se divorciaron en 2001, aunque su relación le permitió rodar nuevas películas. Más tarde se casó con la actriz y directora Mia Hansen-Løve. Se conocieron cuando Hansen-Løve, de diecisiete años, protagonizó el largometraje de Assayas en agosto de 1998.

## Trayectoria
Hizo su debut en 1986, después de dirigir algunos cortometrajes y escribir para la revista de cine más influyente, Cahiers du Cinéma. Su película Cold Water fue proyectada en la sección Un certain regard del Festival de Cine de Cannes de 1994.
Su mayor éxito hasta la fecha ha sido Irma Vep, protagonizada por la estrella de Hong Kong Maggie Cheung, en la que el director hace un homenaje al director de cine francés Louis Feuillade y, en general, al minoritario cine de Hong Kong. Mientras trabajaba en la revista Cahiers du Cinéma, Assayas escribió con admiración sobre los directores de cine europeos que admira, pero también sobre los directores de cine asiáticos, algo menos conocidos. Una de sus películas, HHH: Un retrato de Hou Hsiao-Hsien, es un documental sobre el cineasta taiwanés Hou Hsiao-Hsien.
Dirigió y colaboró en el guion de la miniserie televisiva francesa de 2010, Carlos, sobre la vida del terrorista Ilich Ramírez Sánchez. El actor venezolano Édgar Ramírez ganó el César Premio al mejor actor revelación en 2011 por su actuación como Carlos.
En 2011, fue miembro del jurado de la competición principal en el Festival de Cine de Cannes.
Su película de 2012, Something in the air, fue seleccionada para competir por el León de Oro en el 69.ª edición del Festival Internacional de Cine de Venecia. Assayas ganó el premio Osella al mejor guion en Venecia. 
Su película de 2014, Clouds of Sils Maria, fue seleccionada para competir por la Palma de Oro en la sección oficial del Festival de Cine de Cannes. Sils Maria ganó el Premio Louis Delluc y obtuvo seis nominaciones a los premios César, incluyendo Mejor Película, Mejor Director y Mejor Guion Original. La película ganó un premio César a la Mejor Actriz de Reparto para la actriz estadounidense Kristen Stewart.
En 2022 Assayas dirigió una adaptación de su película "Irma Vep" en una serie de igual nombre, que consta de ocho capítulos, protagonizada por Alicia Vikander.

## Filmografía
| Año  | Título                                        | Realización | Realización | Notas |
| Año  | Título                                        | Director    | Guionista   | Notas |
| ---- | --------------------------------------------- | ----------- | ----------- | --- |
| 1978 | Nuit féline                                   |             | Sí          | Cortometraje |
| 1979 | Copyright                                     | Sí          |             | Cortometraje |
| 1980 | Rectangle - Deux chansons de Jacno            | Sí          |             | Short film |
| 1980 | Scopitone                                     | Sí          | Sí          | Cortometraje |
| 1982 | Étoiles et toiles                             |             | Sí          | TV serie documental |
| 1982 | Laissé inachevé à Tokyo                       | Sí          | Sí          | Cortometraje |
| 1984 | Winston Tong en studio                        | Sí          |             | Cortometraje documental |
| 1985 | Rendez-vous                                   |             | Sí          | |
| 1985 | Passage secret                                |             | Sí          | |
| 1986 | L'Unique                                      |             | Sí          | |
| 1986 | Scene of the Crime                            |             | Sí          | |
| 1986 | Disorder                                      | Sí          | Sí          | |
| 1987 | Avril brisé                                   |             | Sí          | |
| 1989 | Winter's Child                                | Sí          | Sí          | |
| 1990 | Filha da Mãe                                  |             | Sí          | |
| 1991 | Paris Awakens                                 | Sí          | Sí          | Premio Jean Vigo |
| 1993 | A New Life                                    | Sí          | Sí          | |
| 1994 | Cold Water                                    | Sí          | Sí          | |
| 1994 | Tous les garçons et les filles de leur âge... | Sí          | Sí          | Serie de televisión |
| 1996 | Irma Vep                                      | Sí          | Sí          | |
| 1997 | Cinéma, de notre temps                        | Sí          | Sí          | TV, serie documental (Episodio: HHH - Un portrait de Hou Hsiao-hsien) |
| 1998 | Man Yuk: A Portrait of Maggie Cheung          | Sí          |             | Corto documental |
| 1998 | Late August, Early September                  | Sí          | Sí          | |
| 1998 | Alice and Martin                              |             | Sí          | |
| 2000 | Les destinées sentimentales                   | Sí          | Sí          | Nominada Festival de Cannes- Palma de Oro |
| 2002 | Demonlover                                    | Sí          | Sí          | Nominada Festival de Cannes- Palma de Oro |
| 2004 | Clean                                         | Sí          | Sí          | Nominada Festival de Cannes- Palma de Oro |
| 2006 | Paris, je t'aime                              | Sí          | Sí          | Festival de Cannes. Sección: "Quartier des Enfants Rouges" |
| 2006 | Metric                                        |             | Sí          | Vídeo documental |
| 2006 | Noise                                         | Sí          |             | Documental |
| 2007 | Boarding Gate                                 | Sí          | Sí          | |
| 2007 | To Each His Own Cinema                        | Sí          | Sí          | Festival de Cannes. Sección: "Recrudescence" |
| 2007 | Stockhausen / Preljocaj Dialogue              | Sí          |             | TV documental |
| 2008 | Eldorado                                      | Sí          |             | TV documental |
| 2008 | L'Heure d'été                                 | Sí          | Sí          | Premio Boston Society of Film Critics a la mejor película en lengua extranjera Premio de la Asociación de Críticos de Cine de Los Ángeles a la mejor película extranjera National Society of Film Critics Award for Best Foreign Language Film New York Film Critics Circle Award for Best Foreign Language Film Círculo de Críticos de Cine de Nueva York a la mejor película extranjera Toronto Film Critics Association Award for Best Foreign Language Film |
| 2010 | Carlos                                        | Sí          | Sí          | Globes de Cristal Award for Best Television Film or Television Series Los Angeles Film Critics Association Award for Best Director Satellite Award for Best Miniseries Nominada —César Award for Best Director Nominada —European Film Award for Best Director Nominada —Lumières Award for Best Film Nominada —Lumières Award for Best Director Nominada —Primetime Emmy Award for Outstanding Directing for a Miniseries, Movie or a Dramatic Special         |
| 2012 | Something in the Air                          | Sí          | Sí          | Venice Film Festival -Golden Osella for Best Original Screenplay Venice Film Festival -Fondazione Mimmo Rotella Award Nominada —Venice Film Festival- León de Oro |
| 2014 | Clouds of Sils Maria                          | Sí          | Sí          | Louis Delluc Prize Nominada — Cannes Film Festival - Palma de Oro Nominada — César Award for Best Film Nominada — César Award for Best Director Nominada — César Award for Best Original Screenplay |
| 2016 | Personal Shopper                              | Sí          | Sí          | Festival Internacional de Cine de Cannes de 2016 - Premio al mejor director |
| 2017 | Based on a True Story                         |             | Sí          | |

## Premios y distinciones
Festival Internacional de Cine de Cannes
| Año  | Categoría                   | Película         | Resultado |
| ---- | --------------------------- | ---------------- | --------- |
| 2016 | Premio a la mejor dirección | Personal Shopper | Ganador   |

Festival Internacional de Cine de Venecia
| Año  | Categoría             | Película        | Resultado |
| ---- | --------------------- | --------------- | --------- |
| 2012 | Osella al mejor guion | Después de mayo | Ganador   |